# Bremia (oomycète)
Pour les articles homonymes, voir Bremia.
Genre
Bremia est un genre de « pseudochampignons » oomycètes de la famille des Peronosporaceae.

## Liste d'espèces
Selon Index Fungorum (29 novembre 2014) :
- Bremia argentinensis Speg. 1925
- Bremia betae H.C. Bai & X.Y. Cheng 1991
- Bremia cicerbitae C.J. Li & Z.Q. Yuan 1998
- Bremia cirsii (Jacz. ex Uljan.) J.F. Tao & Y.N. Yu 1992
- Bremia elliptica Sawada 1914
- Bremia geminata (Unger) Kochman & T. Majewski 1970
- Bremia lactucae Regel 1843
- Bremia lagoseridis Y.N. Yu & J.F. Tao 1992
- Bremia lapsanae Syd. 1938
- Bremia leibnitziae J.F. Tao & Y. Qin 1983
- Bremia microspora Sawada 1919
- Bremia moehringiae T.R. Liu & C.K. Pai 1985
- Bremia picridis S. Ito & Tokun. 1935
- Bremia picridis-hieracioidis Savinceva 1974
- Bremia saussureae Sawada 1914
- Bremia sonchi Sawada 1914
- Bremia stellata (Desm.) Kochman & T. Majewski 1970
- Bremia tulasnei (Hoffm.) Syd. 1923
- Bremia xanthii Ubrizsy & Vörös 1966

Selon NCBI (29 novembre 2014) :
- Bremia centaureae
- Bremia cirsii
- Bremia lactucae
- Bremia lapsanae
- Bremia microspora
- Bremia ovata
- Bremia saussureae
- Bremia sonchicola
- Bremia taraxaci
- Bremia tulasnei